# Magda Schroedter
Magda Schroedter (* 2. Dezember 1888 in Hamburg; † 22. März 1962 in Ost-Berlin), geborene Rotermundt, war eine deutsche Politikerin (LDP, FDP, FVP/FDV).
Magda Rotermundt war eine Tochter eines Fabrikanten und kam 1898 nach Berlin. Sie besuchte eine Höhere Töchterschule und ging 1905 in ein Berliner Lehrerinnenseminar, das sie 1908 mit dem Lehrerinnenexamen abschloss. Zunächst vertrat sie als Lehrerin bei verschiedenen Schulen, bis sie 1914 eine feste Lehrerstelle in Berlin-Neukölln fand. Magda Schroedter trat 1928 der SPD bei. Wegen einer Krankheit wurde sie 1931 pensioniert. Ab 1933 arbeitete sie mit ihrem Ehemann, der eine Apotheke betrieb.
Nach dem Zweiten Weltkrieg trat Schroedter 1945 der LDP bei und wurde bei der ersten Berliner Wahl 1946 in die Stadtverordnetenversammlung von Groß-Berlin und in die Bezirksverordnetenversammlung im Bezirk Treptow gewählt. Durch die Aufspaltung der LDP schlossen sich 1949 die West-Berliner Parteimitglieder der FDP im Westen an. Im Juli 1956 verließ Schroedter die FDP und gründete unter Führung von Carl-Hubert Schwennicke mit anderen Mitgliedern des Abgeordnetenhauses von Berlin die Freie Deutsche Volkspartei (FDV). Schroedter schied Ende 1958 aus dem Parlament aus.